# German Economic Review
The German Economic Review (GER;Німецький економічний журнал) — спеціалізований міжнародний економічний журнал; виходить англійською мовою. Видається з 2000 р. Союзом соціальної політики.
У журналі публікуються статті теоретичної, емпіричної та експериментальної спрямованості по мікро-і макроекономіці, економічній політиці, міжнародної економіки, фінансів, ділового адміністрування.
Періодичність видання: 4 номери на рік.